# Benjamin Bourigeaud
Benjamin Bourigeaud, född 14 januari 1994, är en fransk fotbollsspelare som spelar för Al-Duhail.

## Karriär
Den 14 juni 2017 värvades Bourigeaud av Rennes, där han skrev på ett fyraårskontrakt. Bourigeaud gjorde 10 mål på 37 matcher i Ligue 1 2017/2018. I december 2019 förlängde han sitt kontrakt i klubben fram till 2023. I september 2022 förlängde Bourigeaud sitt kontrakt fram till 2026.
Den 30 augusti 2024 värvades Bourigeaud av qatariska Al-Duhail.